# Дядык, Иван Иванович
Ива́н Ива́нович Дяды́к (1911 — ?) — советский партийный деятель, 2-й секретарь Сталинского областного комитета КПУ, председатель Сталинского совнархоза. Депутат Верховного Совета УССР 4-го созыва. Депутат Совета Союза Верховного Совета СССР 5-го созыва от Сталинской области. Кандидат в члены ЦК КПУ в 1952 — 1960 г. Член ЦК КПУ в 1960 — 1966 г. Кандидат технических наук.

## Биография
С 1928 г. — слесарь, забойщик шахты, преподаватель школы строительного обучения.
С 1937 г. — диспетчер комбината, главный инженер шахты.
Образование высшее. В 1940 году окончил Сталинский (Донецкий) индустриальный институт имени Хрущева, инженер-шахтостроитель.
Член ВКП(б) с 1941 года.
В 1942 — 1949 г. — на ответственной партийной работе: заведующий отделом угольной промышленности Сталинского областного комитета КП(б)У.
В 1949 — 1951 г. — секретарь Сталинского областного комитета КП(б)У.
В 1951 — 1957 г. — 2-й секретарь Сталинского областного комитета КПУ.
В мае 1957 — 1962 г. — председатель Совета народного хозяйства Сталинского экономического административного района (совнархоза).
В 1962 — 1965 г. — 1-й заместитель председателя Совета народного хозяйства Львовского экономического района (совнархоза). Затем — председатель плановой комиссии Донецко-Приднепровского экономического района СССР.
В 1970 — 1975 г. — директор Донецкого Промстройниипроекта (научно-исследовательского проектного института промышленного строительства).
Потом — на пенсии в городе Донецке.

## Награды
- орден Ленина (1957)
- два ордена Трудового Красного Знамени (1948, 1961)
- ордена
- медали